# یواس‌اس کازول (دی‌دی-۶۵۱)
یواس‌اس کازول (دی‌دی-۶۵۱) (به انگلیسی: USS Cogswell (DD-651)) یک کشتی بود که طول آن ۱۱۴٫۷ متر (۳۷۶ فوت) بود. این کشتی در سال ۱۹۴۳ ساخته شد.